# The Story of Us
『The Story of Us』（ザ・ストーリー・オブ・アス）は、KinKi Kidsの46枚目のシングル。2023年1月18日発売。発売元はジャニーズ・エンタテイメント・レコード。

## 解説
KinKi Kidsのデビュー25周年イヤー第3弾シングル。
本作は初回盤A（CD+Blu-ray/DVD）、初回盤B（CD+Blu-ray/DVD）、通常盤（CDのみ）の3形態で発売。
表題曲は2人が初めて共同で作詞・作曲の両方を手掛け、CDデビュー25周年を記念して25円で企業CMに出演して感謝を伝えるという内容のキャンペーン「#キンキ25円でCM出演」のために作られた楽曲。応援歌であるが、「元気出せよ」と個々に語りかける曲ではなく、壮大なメロディに「今この時代を共に闘い、共に新しいStoryを描いて行こう」というメッセージを込め、聴き手側がそれぞれの思いを見出せるようにしたと説明している。
初回限定盤Aには少年隊の「グッバイ・カウント・ダウン」、初回限定盤Bには光GENJIの「…。」（読み：しんじて）のリアレンジしたバージョンをカップリングにそれぞれ収録。通常盤のカップリングには新曲「Endless Promise」「妙なMotion」を2曲収録。

## チャート成績
初週17.3万枚を売り上げ、「オリコン週間シングルランキング」で初登場1位を獲得。歴代1位である「デビュー（1st）からのシングル連続1位獲得作品数」を46に自己更新し、さらに、1997年度から2023年度までの27年連続という歴代1位の「シングル連続1位獲得年数」も自己更新した。

## 収録曲

### 初回盤A

#### CD
1. The Story of Us
作詞・作曲：KinKi Kids / 編曲：363820
出版社：ブライト・ノート・ミュージック
2. グッバイ・カウント・ダウン
作詞：康珍化 / 作曲：都志見隆 / 編曲：363820 / コーラスアレンジ：Ko-saku
出版社：ブライト・ノート・ミュージック
3. The Story of Us -Backing Track-

#### Blu-ray/DVD
約10分収録予定。
1. The Story of Us Music Video & Making

### 初回盤B

#### CD
1. The Story of Us
2. …。
作詞：佐藤寛之 / 作曲：谷本新 / 編曲：石塚知生
出版社：ブライト・ノート・ミュージック
3. The Story of Us -Backing Track-

#### Blu-ray/DVD
約10分収録予定。
1. Documentary of Us 〜The Story of Us が生まれる瞬間〜

### 通常盤

#### CD
1. The Story of Us
2. Endless Promise
作詞：堂島孝平 / 作曲・編曲：星部ショウ
出版社：ブライト・ノート・ミュージック
3. 妙なMotion
作詞：ヨリキ、炭竃智弘 / 作曲・編曲：炭竃智弘
出版社：ブライト・ノート・ミュージック

## 映像作品
- The Story of Us
  - KinKi Kids Concert 2022-2023 24451〜The Story of Us〜
  - P album（初回盤B）
  - 39 Very much